# Rotheca farinosa
Rotheca farinosa là một loài thực vật có hoa trong họ Hoa môi. Loài này được (Roxb.) Govaerts miêu tả khoa học đầu tiên năm 1999.